# Cuenca Alta del Manzanares
Según la Guía de Turismo Rural y Activo, editada por la Dirección General de Turismo (Consejería de Cultura y Turismo) de la Comunidad de Madrid, la Cuenca Alta del Manzanares es una de las comarcas de la Comunidad de Madrid, España, bañada por las aguas del río Manzanares.

## Municipios de la comarca
La comarca está formada por los siguientes municipios, con la superficie en kilómetros cuadrados, y su población en el año 2021:
| Municipio               | Superficie | Población |
| ----------------------- | ---------- | --------- |
| Total comarca           | 515,49     | 92617     |
| Colmenar Viejo          | 182,56     | 52465     |
| Guadalix de la Sierra   | 61,05      | 6597      |
| Hoyo de Manzanares      | 45,31      | 8669      |
| Manzanares el Real      | 126,7      | 9223      |
| Miraflores de la Sierra | 56,66      | 6588      |
| Soto del Real           | 43,21      | 9075      |

## Geografía
La comarca Cuenca Alta del Manzanares está configurada en torno al río Manzanares. Se encuentra localizada en la falda de la sierra de Guadarrama y en su territorio se encuentra la formación granítica de La Pedriza. El entorno natural de la comarca está protegido casi en su totalidad por el parque regional de la Cuenca Alta del Manzanares.
Su acusada diferencia altitudinal favorece la presencia de ecosistemas representativos de cuatro de los cinco pisos bioclimáticos de la región mediterránea de la península ibérica, desde el crioromediterráneo hasta el mesomediterráneo. Destaca sobre todas las especies vegetales la encina, pero también existen los quejigales, las fresnedas, los pinares de montaña (tanto de pino silvestre como de pino resinero), los roquedos, los piornales, los pastizales supra-arbóreos y los rebollares, así como los sotos, articulados —estos últimos— alrededor del Manzanares y sus afluentes, con especial mención a los dos embalses principales de este río, el de Santillana y el de El Pardo.